# Pierre Vincent
Pierre Vincent (Brioude, 17 aprile 1964) è un allenatore di pallacanestro francese.
Ha allenato la squadra nazionale francese dal 2008 al 2013.

## Palmarès
- Campionato italiano: 2

Famila Schio: 2017-18, 2018-19
- Coppa Italia: 2

Famila Schio: 2018, 2021
- Supercoppa italiana: 4

Famila Schio: 2017, 2018, 2019
Virtus Bologna: 2023